# Parque nacional Lenya
El Parque nacional Lenya es un parque nacional situado en las colinas de Tenasserim, Birmania en la zona fronteriza con Tailandia, que limita con el parque nacional Namtok Huai Yang. El parque consta de 176.638 hectáreas de bosque tropical de tierras bajas.
El propósito principal del parque nacional es el mantenimiento de los recursos naturales. La demarcación se encuentra aún en curso. Se rige por el Departamento Forestal de Birmania y el nivel de protección es parcial, porque se permiten las plantaciones madereras y forestales. Las altitudes dentro del parque están en un rango que va de 10 a 855 m. La peligrosa pitta de Gurney, endémica de Tailandia y Birmania, se encuentra dentro del parque.